# Кіалімське водосховище
Кіалімське водосховище (рос. Киалимское водохранилище) — водосховище в Челябінській області, Росія.

## Опис
Водосховище знаходиться за 8 кілометрів від міста Карабаш. 
Довжина греблі 545 метрів.
У липні 2024 року 100 метрів греблі водосховища була зруйновано через надто великий рівень води. Було затоплено декілька найближчих сіл.